# Matías Sandes
Carlos Matías Sandes (nacido el 14 de junio de 1984, Mendoza, Argentina) es un jugador profesional de baloncesto argentino de destacada y extensa trayectoria en el baloncesto de Argentina y España, jugó 17 temporadas en la Liga Nacional de Básquet principalmente en los clubes Boca Juniors y San Lorenzo de Buenos Aires. Su posición es ala pivote. Mide 2,02 metros y calza 51 (16 en la medida americana). Integró la Selección Nacional en varias convocatorias. 

## Carrera
Sus principios fueron en el Leonardo Murialdo Mendoza, equipo de su ciudad natal donde dio sus primeros pasos. Pronto comenzaría a despuntar sobre sus compañeros y con 17 años debutó en la LNB con Boca Juniors. Sandes debutó el 22 de septiembre de 2001 ante Andino de La Rioja.
Fue una de las grandes apariciones que tuvo la Liga Nacional en aquellas temporadas al punto que su nombre se mencionó para la NBA.
Fue campeón en las temporadas 2003/04 y 2005/06 jugando en Boca Juniors.
En este equipo jugó hasta la temporada 2006-07 cuando fue fichado por el Tau Vitoria, dos años antes en marzo del 2004 realizó unas pruebas para el Tau. Sin embargo, fue cedido al Autocid Ford Burgos por el resto de la temporada.
En la temporada 2007-08 fue fichado por el Baloncesto Fuenlabrada donde jugó hasta 2010. En 2010 regresó a su país natal, cuando fichó por el Centro Juventud Sionista de la provincia de Entre Ríos.
Durante la temporada 2013-14 fue jugador de la Asociación Atlética Quimsa, equipo de Santiago del Estero.
Regresó luego al Club Atlético Boca Juniors, donde actuó en la temporada 2014-15 y a mediados de 2015 pasó a integrar el plantel de Gimnasia y Esgrima de Comodoro Rivadavia, equipo de la Liga Nacional de Básquet. 
Una temporada después firmó contrato con San Lorenzo de Buenos Aires, club donde se consagró campeón en la temporada 2016/17 y 2017/18.
Luego de dos temporadas en San Lorenzo de Buenos Aires, para la temporada 2018/19 fichó nuevamente en Club Atlético Boca Juniors, en la que fue su tercera etapa en dicha institución. Es el jugador con más presencias en Boca Juniors al alcanzar los 331 partidos en marzo de 2020. Es el cuarto máximo anotador de esa institución con 2727 puntos.
En junio de 2020 pasó al Hebraica y Macabi de Montevideo, de la Liga Uruguaya de Básquetbol.
Tras un breve paso por Peñarol a inicios de 2021, a mediados de año pasó a Macabi Mendoza, que juega la liga local de esa provincia.
En la  temporada 2021/22 regresa nuevamente a jugar en  San Lorenzo de Buenos Aires, donde promedió 12.8 puntos, 7.4 rebotes y 2.3 asistencias.
Jugó en Oberá de la provincia de Misiones en la temporada 2022/23 y en el segundo semestre de 2023 integra otra vez las filas de Macabi Mendoza. 
En el Club Israelita Macabi de Mendoza, Sandes aún se mantiene activo en la práctica del básquet en 2024, pero ha comenzando a incursionar como entrenador trabajando con los equipos juveniles de la Institución.

### Clubes
| Club                    | País      | Año           |
| ----------------------- | --------- | ------------- |
| Boca Juniors            | Argentina | 2001 - 2006   |
| Tau Vitoria             | España    | 2006          |
| Autocid Ford Burgos     | España    | 2006 - 2007   |
| Fuenlabrada             | España    | 2007 - 2010   |
| Sionista                | Argentina | 2011 - 2013   |
| Quimsa                  | Argentina | 2013 - 2014   |
| Boca Juniors            | Argentina | 2014 - 2015   |
| Gimnasia y Esgrima (CR) | Argentina | 2015 - 2016   |
| San Lorenzo de Almagro  | Argentina | 2016 - 2018   |
| Boca Juniors            | Argentina | 2018 - 2020   |
| Hebraica y Macabi       | Uruguay   | 2020          |
| Peñarol                 | Argentina | 2021          |
| Macabi Mendoza          | Argentina | 2021          |
| San Lorenzo de Almagro  | Argentina | 2021 - 2022   |
| Oberá Tenis Club        | Argentina | 2022 - 2023   |
| Macabi Mendoza          | Argentina | 2023 - 2024   |
| Anzorena                | Argentina | 2025-presente |

## Selección nacional
Sandes integró los seleccionados juveniles de baloncesto de Argentina en diversas categorías, llegando a disputar torneos como el Campeonato Mundial de Baloncesto Sub-19 de 2003 y el Campeonato Mundial de Baloncesto Sub-21 Masculino de 2005.
Con la selección mayor actuó junto a otros jugadores de la llamada Generación Dorada, obteniendo el segundo puesto en el Torneo de las Américas de 2007. Además estuvo presente en los Juegos Panamericanos de 2003, 2007 y de 2011, y en los Torneos Sudamericanos de Baloncesto de 2006, 2010 y 2012. Su último partido con el equipo nacional lo disputó en 2017, en el marco de la clasificación para la Copa Mundial de Baloncesto de 2019. 

## Sandes en la Prensa
"Irrumpió como el alero del futuro, pero salvo en las primeras temporadas, no se pudo sostener en el puesto (falta de tiro y movilidad lateral). Sin embargo, tuvo la capacidad para trabajar con el objetivo de destacarse como un ala pivote con dotes de alero. Muy inteligente, gran pasador, fuerte y con muchos recursos en el poste bajo. Pieza valiosa de un Boca que logró ocho títulos, seis nacionales (la LNB 2003, 4 Copas Argentina y un Top 4) y dos internacionales. Hoy es parte de un San Lorenzo que también hace historia: ganó la LNB de 2017. Fue una vez quinteto ideal y dos, el Mejor Sexto Hombre (del 2003 al 2005)" (Julián Mozo, 20 de abril de 2018).

## Palmarés

### Campeonatos nacionales
- Club Atlético Boca Juniors: 
  - Copa Argentina de Básquet: 2002, 2003, 2004, 2005, 2006.
  - Liga Nacional de Básquet: 2003-04.
  - Torneo Top 4: 2004.´
- Club Atlético San Lorenzo de Almagro: 
  - Liga Nacional de Básquet: 2016-17
  - Liga Nacional de Básquet: 2017-18

### Campeonatos internacionales
- Club Atlético Boca Juniors: 
  - Campeonato Sudamericano de Clubes Campeones: 2004, 2005.
- Club Atlético San Lorenzo de Almagro: 
  - LDA 2018

### Menciones
- Mejor Sexto Hombre de la Liga Nacional de Básquet: 2003-04, 2004-05.
- Mejor quinteto de la Liga Nacional de Básquet: 2004-05.
- Participante del Juego de las Estrellas de la LNB: 2004, 2006, 2012.